# 정조국
정조국(鄭助國, 1984년 4월 23일 ~ )은 대한민국의 전 축구 선수로 포지션은 스트라이커였다.

## 구단 경력
2003년 안양 LG 치타스에 입단하여 그 해 리그 32경기에 출전하여 12골을 기록하는 좋은 활약을 펼쳤고, 이를 바탕으로 K리그 신인상을 수상하였다. 2004년 안양 LG 치타스가 서울특별시로 연고를 이전한 후 구단 명칭을 변경한 FC 서울에서 계속 활약하였다. 2004년 왕정현과 함께 FA컵 공동 득점왕에 올랐다.
2005 시즌부터 2007 시즌까지 잔부상과 슬럼프 등이 겹치며 3시즌 간 도합 리그 9골에 그쳤다. 하지만 2008년 박주영이 FC 서울을 떠나 프랑스 리그로 진출한 이후 팀의 또다른 공격수 데얀과 호흡을 맞추며 주전 공격수로 발돋움했다. 2008년 10월, 인천 유나이티드 FC와의 경기에서 안재준과의 공중볼 경합 중 안재준의 팔꿈치에 얼굴 부위를 가격당해 광대뼈 함몰 부상을 입으며 플레이오프까지 출장하지 못하였다. 이후 플레이오프 준결승전 울산 현대와의 경기에서 안면 보호대를 찬 채 복귀하여 골을 터뜨려 팀을 결승전으로 이끈 후 결승전 수원 삼성 블루윙즈와의 경기에도 골을 성공시켰으나 수원 삼성 블루윙즈가 종합 스코어 3-2로 FC 서울에 승리하며 준우승에 머무르게 되었다.
2010년 리그와 리그컵을 합쳐 13골 4도움을 기록하여 FC 서울의 10년만의 리그 우승 달성에 일등 공신이 되면서 데뷔 후 최고의 시즌을 보냈다. 2010 시즌 당시 활약을 두고 2009년 12월 탤런트 김성은과 결혼하여 아이를 갖게 된 이후 기량이 만개했다고 하여 팬들에게 '분유캄프'라는 별명을 얻었다.
시즌이 끝난 후 자유계약으로 프랑스 리그 1의 AJ 오세르로 이적하였다. 2010-11 시즌 중반에 합류하여 릴 OSC와의 경기에서 데뷔골을 넣었고 그 경기에서 MOM으로 선정되었다. 그 후에도 리그 15경기에 꾸준히 출전하여 2골 1도움을 기록하였다 (2010-2011시즌 리그 15경기 2골 1도움, 컵 1경기). 하지만 정조국을 영입한 후안 페르난데스 감독이 AS 낭시로 팀을 옮기며 출전 기회가 줄어들기 시작하자 페르난데스 감독을 따라 낭시로 임대 이적하였다 (2011-2012시즌 리그 오세르 소속 1경기 소화 후 임대 이적).
낭시에서는 주로 조커로 활약하며 당시 박주영의 소속팀인 AS 모나코 FC와의 경기에서 선발출전하였고 멀티골을 기록하며 팀의 3:1 승리에 크게 기여하며 경기의 MOM으로 선정되고 프랑스 언론을 뜨겁게 장식했다. 리그 20경기에 출전하여 2골 1도움을 기록하는 등 활약을 펼치며 AS 낭시가 1부리그에 잔류하는데 기여를 했다 (2011-2012시즌 낭시 소속 리그 20경기 2골 1도움, 컵 1경기). 2011-12 시즌이 종료된 후 오세르에 복귀하였다. 2012년 6월 오세르가 계약해지를 결정하자 K리그 복귀를 모색하였고, 친정 팀 FC 서울로 복귀했다. 2012 시즌 후반기 리그 17경기에 출전하여 4골을 성공시켰다.
2012 시즌 후 병역을 위해 입대하여, 경찰 축구단에 입단하였다. 2013 시즌부터 2014년 9월 전역할 때까지 리그 35경기에 출전하여 16골을 기록하는 좋은 활약을 펼친 후 FC 서울로 복귀하였다.
2015 시즌 첫 경기인 하노이 T&T와의 경기에서 2골을 기록하며 기분 좋은 출발을 알리는 듯 하였으나 부상과 컨디션 난조 등으로 리그 11경기에 출전하여 1골을 기록하는 것에 그쳤다.
2016년 1월 광주 FC로의 이적하였다. 이적 후 인터뷰에서 "당초 FC 서울 외 국내 타 팀으로의 이적을 생각한 적이 없었으나 가족들에게 그라운드에서 뛰는 모습을 보여주는 떳떳한 아빠가 되기 위해서 이적을 결심했다."라며 서울을 떠나 광주로 적을 옮긴 이유를 밝혔다.
2016년 시즌 첫 경기인 포항 원정에서 선발 출전하여 91분 교체 아웃 될 때까지 슈팅 5개를 모두 유효 슈팅으로 만들었으며 그중 2개는 골망을 흔들었다. 최종적으로 3:3으로 마무리 되었지만 경기 MOM은 물론 주간 MVP로 선정되었다. 리그 3라운드까지 3경기 연속골을 기록하였으며, 8월 27일 울산전까지 26경기에 출전하여 16골을 기록하며 득점 랭킹 1위를 달렸다. 울산전 이후엔 부상으로 약 2달 가까이 결장하였으며, 10월 16일 수원 FC와의 경기에 복귀하여 2골을 기록하였다. 그 후, 리그에서 최초로 20골을 기록하여 처음으로 K리그 클래식 득점상을 수상하였고, K리그 클래식 베스트 11 선정되었고, 생애 최초 K리그 클래식 최우수선수상의 영예와 함께 3관왕을 차지했다.
2016 시즌 후 2016년 12월 강원 FC로 이적하였다.
2020 시즌을 앞두고 제주 유나이티드에 입단했다. 하지만 정조국은 제주에서 12경기밖에 출전하지 못했고, 결국 2020 시즌을 끝으로 현역 은퇴를 선언하였다.
2020 K리그2 시상식에서 그동안의 활약을 기려 공로상을 수상하였다.

## 국가대표팀 생활
U-17 대표팀, U-20 대표팀, U-23 대표팀 등 모든 청소년 대표팀의 일원으로 뛰며, '엘리트 코스'를 밟았다.
2006년 1월 18일 아랍에미리트와의 친선경기를 통해 A매치 데뷔전을 치렀으나, 청소년대표팀 시절과 달리 A대표팀으로는 많이 발탁되지 못했다.
2006년 9월 6일, 수원에서 열린 중화 타이베이와의 2007년 AFC 아시안컵 예선에서 해트트릭을 기록하여 대한민국의 8-0 승리를 이끌었다.
2008년 10월, K리그에서 연속 경기 공격포인트를 올리며 9개월 만에 국가대표팀 예비 엔트리에 이름을 올렸으나 부상으로 하차하였다.

## 지도자 경력
현역에서 은퇴한 이후 마지막 소속팀이었던 제주에서 코치로 부임하여 지도자 생활을 시작하였다.
2023년 9월 26일 남기일 감독이 성적 부진으로 사퇴하자, 감독 대행을 맡았다.
2024년 12월 24일에 전북 현대의 코치로 부임하였다.

## 플레이 스타일
큰 키(186cm)를 가졌음에도 동작이 재빠르고 유연했으며 페널티 에리어 주변에서는 수비수 한명 정도는 따돌리고 슛팅을 가져 갈 수 있을 정도로 슛팅 이전 동작들이 굉장히 간결하고 빨랐음. 그의 장기는 간결한 터치 및 슛팅이였으나 현재 전성기가 지나고 있는 시점에서는 가끔씩만 한방을 보여주고 있음. (그래도 여전히 골문 앞에서는 위협적인 선수)

## 경력

### 선수 경력
- 2003년 ~ 2010년  안양 LG 치타스 / FC 서울
- 2011년 ~ 2012년  AJ 오세르
- 2011년 9월 ~ 2012년 6월  AS 낭시 (임대)
- 2012년 7월 ~ 2012년 12월  FC 서울
- 2013년 1월 ~ 2014년 10월  경찰
- 2014년 10월 ~ 2015년  FC 서울
- 2016년 1월 ~ 2016년 12월  광주 FC
- 2017년 1월 ~ 2019년 12월  강원 FC
- 2020년 1월 ~ 11월  제주 유나이티드 FC

## 수상

### 개인
- 2003년 K리그 신인선수상 수상
- 2004년 FA컵 득점상 수상
- 2016년 K리그 클래식 최우수선수상 수상
- 2016년 K리그 클래식 득점상 수상
- 2016년 K리그 클래식 베스트 11 수상

### 클럽

#### FC 서울
- K리그 우승 2회 : 2010, 2012
- K리그 준우승 1회 : 2008
- FA컵 우승 1회 : 2015
- FA컵 준우승 1회 : 2014
- 리그컵 우승 2회: 2006, 2010
- 리그컵 준우승 1회: 2007

#### 제주 유나이티드
- K리그2 우승 1회 : 2020

## 참고 자료
- 정조국이 준비하는 백조의 노래
- 정조국 인터뷰① - 정조국 '광주 FC, 가족, 막내 딸을 소망하다'
- 정조국 인터뷰② - 정조국 "나는 빚을 지고 있습니다. 그래서 더 큰 꿈을 꿉니다"
- 정조국 인터뷰③ - 정조국 "FC 서울을 떠올리면 아직 가슴이 시리다"
- 트리플 크라운’ 정조국, 부활의 키워드를 말하다